# Mighty Rabbit Studios
Mighty Rabbit Studios est un studio indépendant de développement de jeux vidéo basé à Cary en Caroline du Nord. Le studio a été fondé en 2010 dans le cadre de la session d'inauguration du Joystick Labs, un programme accélérateur de développement de jeux vidéo. Il s'agit de la maison mère du studio d'édition Limited Run Games qui édite des jeux sur PlayStation 4 et PlayStation Vita.

## Jeux développés
| Titre                      | Date de sortie | Plates-formes                                                                 |
| -------------------------- | -------------- | ----------------------------------------------------------------------------- |
| Bed Intruders              | 2010           | iOS                                                                           |
| Tiger Blood The Game       | 2011           | iOS                                                                           |
| Cute Zombies               | 2011           | iOS, Android                                                                  |
| Cylinder                   | 2012           | Xbox 360                                                                      |
| Saturday Morning RPG       | 2012           | Microsoft Windows, OS X, Linux, iOS, Android, PlayStation Vita, PlayStation 4 |
| Breach and Clear           | 2013           | Microsoft Windows, OS X, Linux, iOS, Android, PlayStation Vita                |
| Fat Chicken                | 2014           | Microsoft Windows, OS X, Linux, iOS                                           |
| Breach and Clear: Deadline | 2015           | Microsoft Windows, OS X, Linux, PlayStation 4                                 |
| Elephant in the Room       | 2016           | Microsoft Windows, OS X, Linux                                                |

## Limited Run Games
Limited Run Games est une filiale de Mighty Rabbit Studios créée en 2015. Il s'agit d'un éditeur de jeux vidéo indépendants à tirage limités.

### Jeux édités
| 0  | Nom                                                       | Développeur                        | Date de sortie | Plateformes      | Exemplaires |
| -- | --------------------------------------------------------- | ---------------------------------- | -------------- | ---------------- | ----------- |
| 1  | Breach & Clear                                            | Mighty Rabbit Studios              | 29/10/2015     | PlayStation Vita | 1500        |
| 2  | Saturday Morning RPG                                      | Mighty Rabbit Studios              | 29/01/2016     | PlayStation 4    | 1980        |
| 3  | Saturday Morning RPG                                      | Mighty Rabbit Studios              | 29/01/2016     | PlayStation Vita | 2500        |
| 4  | Oddworld: New 'n' Tasty!                                  | Oddworld Inhabitants               | 25/04/2016     | PlayStation 4    | 5000        |
| 5  | Oddworld: New 'n' Tasty!                                  | Oddworld Inhabitants               | 25/04/2016     | PlayStation Vita | 2500        |
| 6  | Futuridium EP Deluxe                                      | MixedBag                           | 09/05/2016     | PlayStation 4    | 2000        |
| 7  | Futuridium EP Deluxe                                      | MixedBag                           | 09/05/2016     | PlayStation Vita | 2000        |
| 8  | Xeodrifter                                                | Renegade Kid                       | 04/07/2016     | PlayStation 4    | 2300        |
| 9  | Xeodrifter                                                | Renegade Kid                       | 04/07/2016     | PlayStation Vita | 2300        |
| 10 | Octodad: Dadliest Catch                                   | Young Horses                       | 19/06/2016     | PlayStation 4    | 4500        |
| 11 | Octodad: Dadliest Catch                                   | Young Horses                       | 19/06/2016     | PlayStation Vita | 3500        |
| 12 | Lost Sea                                                  | East Asia Soft                     | 04/07/2016     | PlayStation 4    | 3000        |
| 13 | Söldner-X 2: Final Prototype                              | East Asia Soft                     | 29/07/2016     | PlayStation Vita | 3200        |
| 14 | Breach & Clear: Deadline                                  | Mighty Rabbit Studios              | 29/07/2016     | PlayStation 4    | 3000        |
| 15 | Rainbow Moon                                              | East Asia Soft                     | 19/08/2016     | PlayStation Vita | 3000        |
| 16 | Rainbow Moon                                              | East Asia Soft                     | 19/08/2016     | PlayStation 4    | 3000        |
| 17 | Shadow Complex Remastered                                 | ChAIR                              | 19/08/2016     | PlayStation 4    | 6900        |
| 18 | Dragon Fantasy: The Black Tome of Ice                     | Muteki                             | 16/09/2016     | PlayStation 4    | 3000        |
| 19 | Dragon Fantasy: The Black Tome of Ice                     | Muteki                             | 16/09/2016     | PlayStation Vita | 3000        |
| 20 | Mystery Chronicle: One Way Heroics                        | Spike Chunsoft                     | 30/09/2016     | PlayStation 4    | 5000        |
| 21 | Mystery Chronicle: One Way Heroics                        | Spike Chunsoft                     | 30/09/2016     | PlayStation Vita | 5000        |
| 22 | Thomas Was Alone                                          | Mike Bithell                       | 30/09/2016     | PlayStation 4    | 4000        |
| 23 | Thomas Was Alone                                          | Mike Bithell                       | 30/09/2016     | PlayStation Vita | 4000        |
| 24 | Shantae Risky's Revenge - Director's Cut                  | WayForward Technologies            | 28/10/2016     | PlayStation 4    | 6000        |
| 25 | Shantae and the Pirate's Curse                            | WayForward Technologies            | 28/10/2016     | PlayStation 4    | 6000        |
| 26 | Stealth Inc: A Clone in the Dark: Ultimate Edition        | Curve Studios                      | 25/11/2016     | PlayStation 4    | 3600        |
| 27 | Stealth Inc: A Clone in the Dark: Ultimate Edition        | Curve Studios                      | 25/11/2016     | PlayStation Vita | 3600        |
| 28 | Volume                                                    | Mike Bithell                       | 11/11/2016     | PlayStation Vita | 4800        |
| 29 | Oddworld: Stranger's Wrath HD                             | Oddworld Inhabitants               | 16/12/2016     | PlayStation Vita | 4500+1000   |
| 30 | Lone Survivor: The Director's Cut                         | Superflat Games                    | 30/12/2016     | PlayStation 4    | 3600        |
| 31 | Lone Survivor: The Director's Cut                         | Superflat Games                    | 30/12/2016     | PlayStation Vita | 3600        |
| 32 | Firewatch                                                 | Campo Santo                        | 16/12/2016     | PlayStation 4    | 7300        |
| 33 | Curses 'N Chaos                                           | Tribute Games                      | 03/02/2017     | PlayStation Vita | 2800        |
| 34 | Curses 'N Chaos                                           | Tribute Games                      | 03/02/2017     | PlayStation 4    | 2800        |
| 35 | Aqua Kitty DX                                             | Tikipod                            | 27/01/̈2017     | PlayStation Vita | 2800        |
| 36 | Aqua Kitty DX                                             | Tikipod                            | 27/01/̈2017     | PlayStation 4    | 2800        |
| 37 | Oxenfree                                                  | Night School Studio                | 27/01/2017     | PlayStation 4    | 4500        |
| 38 | The Swapper                                               | Facepalm Games                     | 03/02/̈2017     | PlayStation 4    | 3300        |
| 39 | The Swapper                                               | Facepalm Games                     | 03/02/̈2017     | PlayStation Vita | 3300        |
| 40 | The Swindle                                               | Size Five Games                    | 14/02/̈2017     | PlayStation 4    | 3000        |
| 41 | The Swindle                                               | Size Five Games                    | 14/02/̈2017     | PlayStation Vita | 3000        |
| 42 | Dear Estherː Landmark Edition                             | The Chinese Room                   | 14/02/̈2017     | PlayStation 4    | 5000        |
| 43 | Bit.Trip Presents Runner 2: Future Legend of Rhythm Alien | Choice Provisions                  | 17/03/̈2017     | PlayStation Vita | 3500+1000   |
| 44 | Bit.Trip Presents Runner 2: Future Legend of Rhythm Alien | Choice Provisions                  | 17/03/̈2017     | PlayStation 4    | 3500+1000   |
| 45 | Nova-111                                                  | Curve Studios                      | 2017           | PlayStation Vita | 2800        |
| 46 | Nova-111                                                  | Curve Studios                      | 2017           | PlayStation 4    | 2800        |
| 47 | Pang Adventures                                           | DotEmu                             | 31/03/2017     | PlayStation 4    | 4500        |
| 48 | DARIUSBURST Chronicle Saviours                            | Chara-Ani Corporation              | 2017           | PlayStation 4    | 2800+2000   |
| 49 | Mitsurugi Kamui Hikae                                     | Playism                            | 31/03/2017     | PlayStation 4    | 4500        |
| 50 | Ray Gigant                                                | Bandai Namco Entertainment, Acttil | 14/04/2017     | PlayStation Vita | 5000        |
| 51 | Astebreed                                                 | Playism                            | 31/03/2017     | PlayStation 4    | 4500        |
| 52 | Driveǃ Driveǃ Drive                                       | Choice Provisions                  | 2017           | PlayStation 4    | 3000        |
| 53 | Mutant Mudds Deluxe                                       | Renegade Kid                       | 2017           | PlayStation Vita | 3000        |
| 54 | Mutant Mudds Deluxe                                       | Renegade Kid                       | 2017           | PlayStation 4    | 2800        |
| 55 | Mutant Mudds Super Challenge                              | Renegade Kid                       | 2017           | PlayStation Vita | 3000        |
| 56 | Mutant Mudds Super Challenge                              | Renegade Kid                       | 2017           | PlayStation 4    | 2800        |
| 57 | Risk of Rain                                              | Hopoo Games                        | 2017           | PlayStation Vita | 4000        |
| 58 | Risk of Rain                                              | Hopoo Games                        | 2017           | PlayStation 4    | 4000        |
| 59 | Flinthook                                                 | Tribute Games                      | 14/04/2017     | PlayStation 4    | 4000        |
| NC | The Bit.Trip                                              | Choice Provisions                  | 2017           | PlayStation Vita | NC          |
| NC | The Bit.Trip                                              | Choice Provisions                  | 2017           | PlayStation 4    | NC          |
| NC | Forma.8                                                   | MixedBag                           | 2017           | PlayStation 4    | NC          |
| NC | Forma.8                                                   | MixedBag                           | 2017           | PlayStation Vita | NC          |
| NC | Tharsis                                                   | Choice Provisions                  | 2017           | PlayStation 4    | NC          |
| NC | World End Economica                                       | Sekai Project                      | 2017           | PlayStation Vita | NC          |
| NC | World End Economica                                       | Sekai Project                      | 2017           | PlayStation 4    | NC          |
| NC | Narcissu 10th Anniversary Anthology                       | Sekai Project                      | 2017           | PlayStation Vita | NC          |
| NC | Narcissu 10th Anniversary Anthology                       | Sekai Project                      | 2017           | PlayStation 4    | NC          |
| NC | Cosmic Star Heroine                                       | Zeboyd Games                       | NC             | PlayStation Vita | NC          |
| NC | Cosmic Star Heroine                                       | Zeboyd Games                       | NC             | PlayStation 4    | NC          |
| NC | YIIK: A Postmodern RPG                                    | Ackk Studios                       | NC             | PlayStation Vita | NC          |
| NC | YIIK: A Postmodern RPG                                    | Ackk Studios                       | NC             | PlayStation 4    | NC          |
| NC | Fault Milestone One                                       | Sekai Project                      | NC             | PlayStation 4    | NC          |
| NC | Fault Milestone One                                       | Sekai Project                      | NC             | PlayStation Vita | NC          |
| NC | Rabi-Ribi                                                 | Sekai Project                      | NC             | PlayStation 4    | NC          |
| NC | Rabi-Ribi                                                 | Sekai Project                      | NC             | PlayStation Vita | NC          |
| NC | Oceanhorn: Monster of Uncharted Seas                      | FDG Entertainment                  | NC             | PlayStation 4    | NC          |
| NC | Oceanhorn: Monster of Uncharted Seas                      | FDG Entertainment                  | NC             | PlayStation Vita | NC          |

#### Autres jeux édités
| Nom                   | Développeur             | Plateformes      |
| --------------------- | ----------------------- | ---------------- |
| The Silver Case       | Grasshopper Manufacture | PC               |
| Skullgirls 2nd Encore | Reverge Labs            | PlayStation 4    |
| Skullgirls 2nd Encore | Reverge Labs            | PlayStation Vita |